# Clockwork Knight
Clockwork Knight es un videojuego de plataformas y de desplazamiento lateral desarrollado por AM7 y distribuido por Sega para la consola Sega Saturn. Fue lanzado el 9 de diciembre de 1994 en Japón, el 11 de mayo de 1995 en Norteamérica y el 8 de julio de 1995 en Europa.
Fue seguido por Clockwork Knight 2.

## Historia
Sir Tongara de Pepperouchau III ("Pepper" para abreviar) es un soldado de juguete. Está enamorado de la Princesa Hada Mecánica, Chelsea, cuya voz despierta los juguetes de la casa todas las noches a medianoche. Pero es torpe y algo así como el hazmerreír, especialmente cuando se lo compara con su amistoso rival Ginger, que también anda detrás del corazón de Chelsea.
Una noche, Chelsea es robada por una fuerza desconocida, que también hipnotiza a algunos de los juguetes menores para que se conviertan en feroces secuaces y se interpongan en el camino de cualquiera que intente rescatarla. Si ya no hay voz para despertarlos, los juguetes nunca volverán a vivir, por lo que Pepper y Ginger se dirigen a buscar a Chelsea antes de que sea demasiado tarde.

## Jugabilidad
Este juego es un juego de plataformas de desplazamiento lateral al puro estilo de sagas como Super Mario y Sonic the Hedgehog. Sin embargo, a diferencia de esos juegos, el juego utiliza sprites 2D digitalizados previamente renderizados de modelos 3D de alta resolución similares a la serie Donkey Kong Country, o Killer Instinct, además de niveles completamente en 3D (y con jefes completamente en 3D).
Pepper ataca a los enemigos y abre pasajes con su llave. Un toque rápido de un botón lo empujará horizontalmente. Del mismo modo, tocar repetidamente el botón una y otra vez hará que gire la llave una y otra vez. Esto lo hace un poco más poderoso (por ejemplo: un enemigo podría ser eliminado temporalmente con un simple golpe, pero chocar con la llave al girarla lo eliminará instantáneamente). También puede recoger enemigos inconscientes u objetos como balones de fútbol o resortes y arrojarlos; son posibles los lanzamientos verticales.
El objetivo es llegar al final de la etapa antes de que se agote el tiempo o los puntos de golpe (normalmente tres, aunque las llaves de oro pueden aumentar ese máximo). No hay puestos de control; morir envía al jugador de regreso al comienzo del nivel. Los niveles son bastante grandes y contienen numerosas áreas laterales con tesoros. Cada tercer nivel, Pepper debe enfrentarse a un gran jefe completamente poligonal en una batalla uno contra uno. El juego tiene 13 niveles, incluidos los niveles de jefe. Los niveles tienen lugar en cuatro salas diferentes con dos niveles normales y un jefe cada uno, además de un jefe final. Si Pepper pierde todas sus vidas, el jugador puede continuar desde el principio de la sala actual gastando monedas. Si el jugador no tiene suficientes monedas para continuar, el juego termina y el jugador debe comenzar desde el principio del juego.

## Desarrollo
El diseñador Katsuhisa "Kats" Sato citó a Mickey Mania como una influencia en Clockwork Knight. Las secuencias de video del juego fueron diseñadas por el artista independiente Masayuki Hasegawa.
Sega hizo varias modificaciones para hacer el juego más difícil para sus lanzamientos en Norteamérica y Europa, como aumentar la cantidad de golpes necesarios para derrotar a los jefes. El productor Dante Anderson explicó: "Por alguna razón, al público japonés le gusta ganar sus juegos muy rápido, pero los estadounidenses quieren más desafíos, y a los europeos les gustan los juegos aún más difíciles".

## Recepción
En el lanzamiento, Sega Saturn Tsūshin otorgó al juego un 29 de 40. Famicom Tsūshin siguió esto con un puntaje de 32 de 40 ocho meses después, dándole un 10 de 10 en su Reader Cross Review.
La revista GamePro revisó la versión japonesa del juego antes del lanzamiento en Estados Unidos. Elogiaron mucho los controles responsivos y los efectos gráficos, como la escala de los enemigos cuando se mueven hacia y desde el fondo, pero criticaron el juego por su falta de innovación en la jugabilidad, y concluyeron que es "de excelente apariencia" y "agradable de jugar" "Una vez que el aspecto inicial del juego desaparece, te quedas con un juego que has estado jugando durante años". Su revisión posterior del lanzamiento estadounidense fue más indulgente. Aunque criticaron la música, los controles y la baja dificultad, reconocieron que el juego era una muestra sólida de las características gráficas de Saturn y concluyeron que los jugadores más jóvenes podrían disfrutarlo. Next Generation también revisó el juego antes del lanzamiento de Saturn en América. También quedaron muy impresionados con los gráficos del juego, notando particularmente la "solidez" y profundidad de los objetos, los excepcionales efectos de desplazamiento de paralaje y las texturas del escenario. Sin embargo, también coincidieron en que el juego es "rutinario" y las plataformas poco originales, y además lo encontraron demasiado fácil.
Los cuatro reviewers de Electronic Gaming Monthly estuvieron de acuerdo en que el juego era un escaparate de las habilidades gráficas de Saturn, pero lo consideraron negativo, y uno de ellos explicó que "la perspectiva 3-D está prácticamente restregándonos en la cara. Hay suficientes colores para cegarte de por vida [...]". Dos de ellos sintieron que los gráficos estaban particularmente desperdiciados porque el personaje no puede ingresar a los diferentes planos de desplazamiento. Lo calificaron como un "buen juego" en general y lo calificaron con 28 de 40 (7 de 10 en promedio).
De manera similar a GamePro y Next Generation, Maximum comentó que "los gráficos se ven geniales [...] y la jugabilidad es lo suficientemente decente, pero jugar no es de ninguna manera una nueva experiencia. Todo lo que puedes hacer en Clockwork Knight, probablemente lo hayas hecho antes en un título de 16 bits". También sintieron que el peor punto del juego es su falta de longevidad, afirmando que "incluso el jugador menos calificado habrá visto los cuatro niveles en una sentada".